# Javier Valdés
Javier Fernando Valdés Garrido Lecca (Lima, 10 de junio de 1959) es un primer actor y director de teatro peruano.

## Biografía
Es hijo de Armando Valdés y de Jesús Garrido Lecca Iturbe.
Desde muy joven evidenció su vocación artística, teniendo a Adolfo Chuiman como su profesor de actuación en su época escolar, y luego a Gustavo Bueno. Estudió en el Colegio Santa Margarita. Aún como adolescente tuvo su primera aparición en televisión (en un personaje como hijo de la artista Mabel Duclós), en el programa televisivo denominado Teatro de Pepe Vilar. Posteriormente viajaría a España para seguir con su formación artística. Hizo su debut en telenovelas en Sólo por ti, tras rechazar un rol coprotagónico en Bajo tu piel. En 2007, participó en la Manifestación de hispanos en Nueva York.
Valdés es conocido por su participación en varias telenovelas como Canela o Luz María, se dedica a la interpretación desde hace muchos años y, parte de sus conocimientos los adquirió en España donde estudió Interpretación en la Escuela de Cristina Rota, en Madrid. También dicta varios talleres de actuación.
Desde 2024, interpreta varios personajes para el canal de YouTube Emoliente TV.

## Filmografía

### Televisión

#### Telenovelas
- Solo por ti (1988)
- Rosa de invierno (1988)
- El hombre que debe morir (1989)
- Mala mujer (1991)
- La Perricholi (1992)
- Lucy-Fer (1994)
- Canela (1995) como Santiago Elguera.
- Obsesión (1995)
- Lluvia de arena (1996)
- Pisco sour (1996)
- Luz María (1998–1999) como Padre Emilio Gonzálvez.
- Isabella, mujer enamorada (1999) como Andrés Linares.
- María Emilia, querida (1999–2000) como Rodrigo Masselli.
- Mala mujer (2000)
- Pobre diabla (2000–2001) como César Barrios.
- Milagros (2000–2001) como Gabriel del Solar.
- Cazando a un millonario (2001) como José Luis Romero.
- Soledad (2002) como Julián Revoredo.
- Luciana y Nicolás (2003–2004) como Víctor Garrido.
- Besos robados (2004)
- Eva del Edén (2004) como Gregorio Arias Maldonado.
- Ana Cristina (2011) como Anselmo Benavides.
- Corazón de fuego (2011–2012) como Juan Pedro Castro.
- De millonario a mendigo (2016).
- Te volveré a encontrar (Piloto) (2017) como Pascal Bengoa Bustamante.
- Mi esperanza (2018) como Rómulo.
- Te volveré a encontrar (Piloto) (2018) como Pascal Bengoa Bustamante.
- En la piel de Alicia (2019) como Rufino León Gastañeta.
- Princesas (Piloto) (2019) como Presidente Gaspar Villareal.
- Te volveré a encontrar (2020) como Pascal Bengoa Bustamante.
- Los otros libertadores (2021) como Martín de la Concha y Jara.
- Perdóname (2023) como Eduardo Ferradas.
- #PobreNovio (2024-presente) como Arturo Thompson.

#### Series
- Velo negro, velo blanco (1990).
- La Perricholi (1992).
- La cosquilla (1993).
- El ángel vengador: Calígula (1993–1994) como Capitán Alberto Borda.
- La captura del siglo (1996).
- Esta sociedad (2006) como Ernesto Alvear.
- Esta sociedad 2 (2008) como Ernesto Alvear.
- Clave uno: Médicos en alerta (2009) como Paciente.
- Tribulación: La batalla antes del fin (2011) como Falco Méndez "Capitán Méndez".
- Solamente milagros (2013) como Luis "Lucho" (Episodio Tetas).
- La chica de la playa (2013) como TBA.
- Avenida Perú (2013) como Felipe Monteverde Terry.
- Acusados (2015) como Felipe Santistevan.
- Al fondo hay sitio (2016) como Phillip Redhead.
- VBQ: Todo Por La Fama (2016–2017) como Dr. Joaquín Almeida Martínez.
- VBQ: Empezando a Vivir (2018) como Dr. Joaquín Almeida Martínez.
- La Rosa de Guadalupe Perú (2025) como Fernando.

#### Programas
- Teatro de Pepe Vilar como Hijo de Mabel Duclós.
- Bailando por un sueño (2008) como Él mismo (Concursante) (11° Puesto / 3er Eliminado).
- Teletón 2011: Unámonos para cambiar pena por alegría (2011) como Presentador del Backstage
- Teletón 2012: Todos somos Teletón (2012) como Invitado (Embajador de la Teletón)

### Cine
- El hijo.
- Asia, el culo del mundo.
- El ángel baja.
- Crocante de chocolate.
- La última estación.
- El abuelo.
- El bien esquivo (2001) como Encomendero Vásquez.
- Piratas en el Callao (Piratas en el Pacífico) (2004) como Pirata (Voz).
- El juego del ahorcado (2008) como Dueño del Coche
- Rocanrol 68 (2013).
- Dos besos: Troika (2015) como Max.
- Como En El Cine (2015) como Papa de Dani.
- Guerrero, la película (2016).
- Av. Larco, la película (2017).
- El sistema solar (2017).
- Utopía, la película (2018) como Dr. Manuel de la Flor.
- El Abuelo (2018) como Alfonso.
- Caiga Quien Caiga (2018) como Ministro Alberto Bermúdez (Basado en Alberto Bustamante Belaúnde).
- El Grito (Cortometraje) (2020) como Carlo.
- Hipoxemia (Cortometraje) (2020) como Wilfredo.
- La Pena Máxima (2021) como Almirante Carmona.
- Sugar en Aprietos (2022)
- El sueño de Ariana (2024) como Profesor Muro

## Teatro
- Quieres estar conmigo (1988).
- Metamorphosis.
- Entre Villa y una mujer desnuda.
- Contrabajo.
- Encuentro con Fausto.
- Coraje en el exilio.
- Cristales rotos.
- Lorenzaccio.
- Sexo, mentiras y video.
- Respira.
- El mago en el país de las maravillas (2006) (Director).
- Tío Vania (2007) como El Doctor.
- El jardín secreto (Reposición).
- Cabaret (Reposición) (2009).
- Agosto (Condado de Osage) (2010).
- Medea (2010) como Creonte.
- Por accidente (2011).
- Circle Mirror Transformation (2011).
- La huella (2012) como Andrew Wyke.
- El lenguaje de las sirenas (2012).
- La vida es sueño (2012–2013).
- Newmarket (2012).
- Electra/Orestes (2012).
- Un dios salvaje (2013).
- Av. Larco: El musical (2015).
- Luz de gas (2017).
- Testosterona (2017).
- Mucho ruido por nada (2018).
- Cuelga tú (2020) (Director).
- Doppelgänger (2020) (Director).
- Dos de Ribeyro (2021).

## Radio
- Mi Novela Favorita (2007).
- La guerra de los mundos como Thomas Ogilvy.
- Orgullo y prejuicio como Sr. Bingley.
- Dr. Jekyll & Mr. Hyde como Gabriel Utterson.
- Naná como Periodista.
- Robinson Crusoe como Capitán Inglés.
- El amante de Lady Chatterley como Clifford Chatterley.
- El agente secreto como El Narrador.
- Nuestra Señora de París como El Narrador.

## Premios y nominaciones
| Año  | Premio                       | Categoría                      | Trabajo                         | Resultado | Ref.  |
| ---- | ---------------------------- | ------------------------------ | ------------------------------- | --------- | ----- |
| 2012 | Premios Luces de El Comercio | Mejor Actor de Teatro          | Newmarket                       | Nominado  |       |
| 2017 | Premios Luces de El Comercio | Mejor Actor de Cine            | El sistema solar                | Nominado  | [ 2 ] |
| 2021 | Premios Luces de El Comercio | Mejor Actor de Artes escénicas | Dos de Ribeyro                  | Nominado  | [ 3 ] |
| 2021 | Premios Luces de El Comercio | Mejor Dirección                | Guayaquil, una historia de amor | Nominado  |       |